# Edoardo di Sassonia-Altenburg
Edoardo Carlo Guglielmo Cristiano di Sassonia-Altenburg (Hildburghausen, 3 luglio 1804 – Monaco di Baviera, 16 maggio 1852) è stato un membro della casa di Sassonia-Altenburg e di Sassonia-Hildburghausen.

## Biografia
Era il settimo e ultimo figlio del duca Federico di Sassonia-Altenburg e della duchessa Carlotta di Meclemburgo-Sterlitz, figlia del granduca Carlo II di Meclemburgo-Strelitz; suo padrino di battesimo fu il principe inglese Edoardo duca di Kent, figlio di Giorgio III e padre della futura regina Vittoria del Regno Unito, dal quale il principe prese il suo primo nome; il secondo, Carlo, è in ricordo del nonno granduca di Meclemburgo, mentre i nomi Guglielmo e Cristiano appartenevano alla casa di Wettin.
Edoardo era nato dopo una serie di figli morti sul nascere, e per questo fu inizialmente male accolto dalla coppia reale, che in memoria del lutto, lo allontanò da corte per mandarlo a vivere nel Castello di Mérode, in Vallonia, che il duca Federico aveva acquistato. Venne educato da un aristocratico francese esiliato dopo la Rivoluzione francese e reazionario, il duca Mathieu de Montemorency, che educò il giovane Edoardo nello studio delle arti militari e delle lingue antiche.
A quattordici anni, Edoardo fece sapere ai suoi genitori di voler servire nell'esercito bavarese, e ricevuto il grado onorario di colonnello di cavalleria, ebbe modo di comprare un reggimento e di partecipare alla Guerra d'indipendenza greca al fianco del nipote Ottone di Grecia; il principe sassone, nonostante educato da un reazionario, era un convinto liberale e anti-austriaco e prese coraggiosamente parte alla guerra contro i turchi meritando il rango di maggior generale nell'esercito bavarese e la maggiore onorificenza del Regno di Baviera: l'Ordine di Sant'Uberto.
Tornato in Germania dopo alcuni anni di permanenza ad Atene, si inserì facilmente nella corte bavarese, avendo sposato sua sorella Teresa il re Luigi I di Baviera, padre di Ottone di Grecia. Edoardo, amico di Luigi I, fu coinvolto nello scandalo di Lola Montez, dopo il quale dovette ritirarsi in vita privata.
Il principe Edoardo morì di infarto nella sua cappella privata nella Chiesa di Santo Spirito (Monaco di Baviera), dove pure venne seppellito.

## Discendenza
Il 25 luglio 1935 aveva sposato in prime nozze la principessa Amalia di Hohenzollern-Sigmaringen, dalla quale ebbe quattro figli:
- Teresa Amalia Carolina Giuseppina Antonietta (1836-1914), sposò il principe Augusto di Svezia;
- Antonietta Carlotta Maria Giuseppina Carolina Frida (1838-1908), sposò il duca Federico I di Anhalt;
- Luigi Giuseppe Carlo Giorgio Federico (1839-1844);
- Giovanni Federico Giuseppe Carlo (1841-1844);

Due di questi figli morirono di una grave epidemia di vaiolo, dal quale non erano vaccinati, mentre la madre era morta della stessa malattia tre anni prima. Questo matrimonio fu per definizione un matrimonio molto felice, e la morte della principessa Amalia intristì molto il consorte, che però dovette risposarsi con Luisa di Reuss-Greiz per assicurare una discendenza; da questa ebbe due figli:
- Alberto di Sassonia-Altenburg (1843-1902);
- Maria Gasparina Amalia Antonietta Carolina Elisabetta Luisa (1845-1930), sposò il 12 giugno 1869 Karl Günther, Principe di Schwarzburg-Sondershausen.

## Ascendenza
|                                                 |                                                 |                                                        | Genitori                                                              |  |  | Nonni |  |  | Bisnonni                                       |  |  | Trisnonni                                     |  |
|                                                 |                                                 |                                                        |                                                                       |  |  |       |  |  | Ernesto Federico II di Sassonia-Hildburghausen |  |  | Ernesto Federico I di Sassonia-Hildburghausen |  |
|                                                 |                                                 |                                                        |                                                                       |  |  |       |  |  | Ernesto Federico II di Sassonia-Hildburghausen |  |  | Ernesto Federico I di Sassonia-Hildburghausen |  |
|                                                 |                                                 | Sofia Albertina di Erbach-Erbach                       |                                                                       |  |  |       |  |  | Ernesto Federico II di Sassonia-Hildburghausen |  |  |                                               |  |
| Ernesto Federico III di Sassonia-Hildburghausen |                                                 |                                                        |                                                                       |  |  |       |  |  | Ernesto Federico II di Sassonia-Hildburghausen |  |  |                                               |  |
|                                                 |                                                 | Carolina di Erbach-Fürstenau                           | Filippo Carlo di Erbach-Fürstenau                                     |  |  |       |  |  |                                                |  |  |                                               |  |
|                                                 |                                                 | Carolina di Erbach-Fürstenau                           | Filippo Carlo di Erbach-Fürstenau                                     |  |  |       |  |  |                                                |  |  |                                               |  |
|                                                 |                                                 | Carolina di Erbach-Fürstenau                           | Carlotta Amalia di Kunowitz                                           |  |  |       |  |  |                                                |  |  |                                               |  |
| Federico di Sassonia-Altenburg                  |                                                 | Carolina di Erbach-Fürstenau                           |                                                                       |  |  |       |  |  |                                                |  |  |                                               |  |
|                                                 |                                                 | Ernesto Augusto I di Sassonia-Weimar                   | Giovanni Ernesto III di Sassonia-Weimar                               |  |  |       |  |  |                                                |  |  |                                               |  |
|                                                 |                                                 | Ernesto Augusto I di Sassonia-Weimar                   | Giovanni Ernesto III di Sassonia-Weimar                               |  |  |       |  |  |                                                |  |  |                                               |  |
|                                                 |                                                 | Ernesto Augusto I di Sassonia-Weimar                   | Sofia Augusta di Anhalt-Zerbst                                        |  |  |       |  |  |                                                |  |  |                                               |  |
| Ernestina Augusta di Sassonia-Weimar            |                                                 | Ernesto Augusto I di Sassonia-Weimar                   |                                                                       |  |  |       |  |  |                                                |  |  |                                               |  |
|                                                 |                                                 | Sofia Carlotta di Brandeburgo-Bayreuth                 | Giorgio Federico Carlo di Brandeburgo-Bayreuth                        |  |  |       |  |  |                                                |  |  |                                               |  |
|                                                 |                                                 | Sofia Carlotta di Brandeburgo-Bayreuth                 | Giorgio Federico Carlo di Brandeburgo-Bayreuth                        |  |  |       |  |  |                                                |  |  |                                               |  |
|                                                 |                                                 | Sofia Carlotta di Brandeburgo-Bayreuth                 | Dorotea di Schleswig-Holstein-Sonderburg-Beck                         |  |  |       |  |  |                                                |  |  |                                               |  |
| Principe Edoardo di Sassonia-Altenburg          |                                                 | Sofia Carlotta di Brandeburgo-Bayreuth                 |                                                                       |  |  |       |  |  |                                                |  |  |                                               |  |
|                                                 | Carlo Ludovico Federico di Meclemburgo-Strelitz | Adolfo Federico II di Meclemburgo-Strelitz             |                                                                       |  |  |       |  |  |                                                |  |  |                                               |  |
|                                                 | Carlo Ludovico Federico di Meclemburgo-Strelitz | Adolfo Federico II di Meclemburgo-Strelitz             |                                                                       |  |  |       |  |  |                                                |  |  |                                               |  |
|                                                 | Carlo Ludovico Federico di Meclemburgo-Strelitz | Cristiana Emilia di Schwarzburg-Sondershausen          |                                                                       |  |  |       |  |  |                                                |  |  |                                               |  |
| Carlo II di Meclemburgo-Strelitz                | Carlo Ludovico Federico di Meclemburgo-Strelitz |                                                        |                                                                       |  |  |       |  |  |                                                |  |  |                                               |  |
|                                                 |                                                 | Elisabetta Albertina di Sassonia-Hildburghausen        | Ernesto Federico I di Sassonia-Hildburghausen                         |  |  |       |  |  |                                                |  |  |                                               |  |
|                                                 |                                                 | Elisabetta Albertina di Sassonia-Hildburghausen        | Ernesto Federico I di Sassonia-Hildburghausen                         |  |  |       |  |  |                                                |  |  |                                               |  |
|                                                 |                                                 | Elisabetta Albertina di Sassonia-Hildburghausen        | Sofia Albertina di Erbach-Erbach                                      |  |  |       |  |  |                                                |  |  |                                               |  |
| Carlotta di Meclemburgo-Strelitz                |                                                 | Elisabetta Albertina di Sassonia-Hildburghausen        |                                                                       |  |  |       |  |  |                                                |  |  |                                               |  |
|                                                 |                                                 | Giorgio Guglielmo d'Assia-Darmstadt                    | Luigi VIII d'Assia-Darmstadt                                          |  |  |       |  |  |                                                |  |  |                                               |  |
|                                                 |                                                 | Giorgio Guglielmo d'Assia-Darmstadt                    | Luigi VIII d'Assia-Darmstadt                                          |  |  |       |  |  |                                                |  |  |                                               |  |
|                                                 |                                                 | Giorgio Guglielmo d'Assia-Darmstadt                    | Carlotta di Hanau-Lichtenberg                                         |  |  |       |  |  |                                                |  |  |                                               |  |
| Federica Carolina Luisa d'Assia-Darmstadt       |                                                 | Giorgio Guglielmo d'Assia-Darmstadt                    |                                                                       |  |  |       |  |  |                                                |  |  |                                               |  |
|                                                 |                                                 | Maria Luisa Albertina di Leiningen-Dagsburg-Falkenburg | Cristiano Carlo Reinardo di Leiningen-Dachsburg-Falkenburg-Heidesheim |  |  |       |  |  |                                                |  |  |                                               |  |
|                                                 |                                                 | Maria Luisa Albertina di Leiningen-Dagsburg-Falkenburg | Cristiano Carlo Reinardo di Leiningen-Dachsburg-Falkenburg-Heidesheim |  |  |       |  |  |                                                |  |  |                                               |  |
|                                                 |                                                 | Maria Luisa Albertina di Leiningen-Dagsburg-Falkenburg | Caterina Polissena di Solms-Rödelheim                                 |  |  |       |  |  |                                                |  |  |                                               |  |
|                                                 |                                                 | Maria Luisa Albertina di Leiningen-Dagsburg-Falkenburg |                                                                       |  |  |       |  |  |                                                |  |  |                                               |  |